# Francisco do Monte Alverne

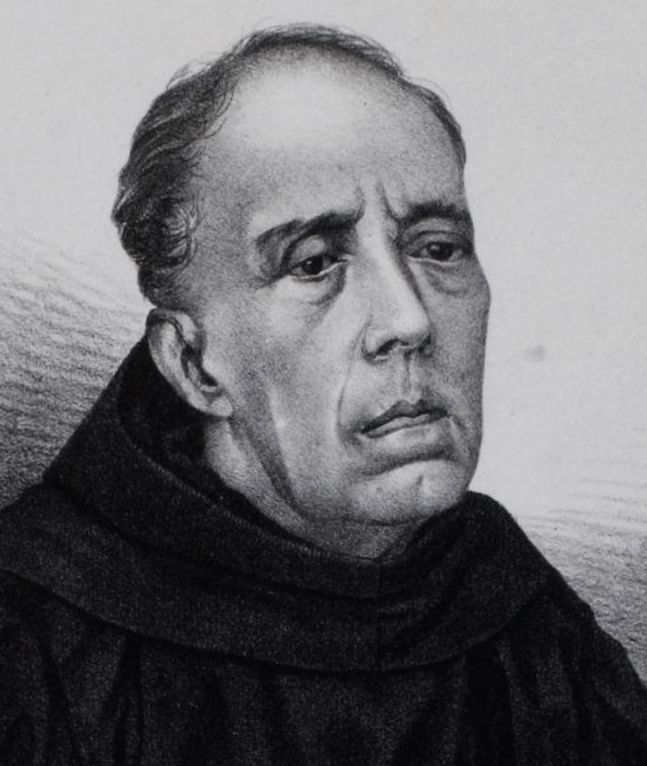
Francisco do Monte Alverne

Francisco do Monte Alverne, eigentlich Francisco José de Carvalho (* 9. August 1784 in Rio de Janeiro; † 2. Dezember 1858 in Niterói, Rio de Janeiro) war Franziskaner und Hofprediger im Kaiserreich Brasilien.

## Leben und Wirken
Francisco war der Sohn des Verwaltungsbeamten João Antônio da Silva und dessen Ehefrau Ana Francisca da Conceição. 
Mit zwanzig Jahren trat Francisco 1802 in den Franziskanerorden ein und studierte im ordenseigenen Konvikt. Sechs Jahre später wurde er zum Priester geweiht. Als Ordensnamen wählte er sich Monte Alverne, eine Hommage an den Monte Alverne, der durch den Ordensgründer Franziskus von Assisi bekannt wurde.
Später wurde Francisco als Wanderprediger bekannt und 1816 berief ihn König Johann VI. zum offiziellen Hofprediger nach Rio de Janeiro an den Hof. Als solcher gestaltete er auch im Dezember 1826 die prächtige Beerdigung von Maria Leopoldine von Österreich. 
1836 begann Francisco zu erblinden. Er gab alle seine Ämter auf und ließ sich in seiner Heimatstadt Niterói nieder. Er starb am 2. Dezember 1858 und fand dort auch seine letzte Ruhestätte.

## Rezeption
Der Schriftsteller Gonçalves de Magalhães (1811–1882) bezeichnete Francisco als Vorläufer der brasilianischen Romantik. In seinem Compêndio de Filosofia verteidigt Francisco den Eklektizismus und die Thesen von John Locke und Étienne Bonnot de Condillac gegen Thomismus und Scholastik und gilt deshalb in Brasilien auch als Vordenker der Aufklärung.

## Schriften
- Obras oratórias. Rio de Janeiro 1833 (4 Bde. mit einer Biographie)